# Ricoh
Ricoh Company, Ltd. (株式会社リコー, Kabushiki-gaisha Rikō) ou Ricoh, est une entreprise japonaise d'électronique.

## Histoire
Elle est fondée le 6 février 1936 par Riken Kankoshi Co., Ltd, le zaibatsu de l’institut de recherche RIKEN.
Le groupe prévoit en 2018 les licenciements de 360 de ses employés, soit 15 % de l'effectif de l'entreprise en France.

## Actionnaires
Liste des principaux actionnaires au 22 octobre 2019.
| Ricoh Leasing Company,  | 52,9%   |
| Sindoh Co               | 3,11%   |
| Ushio                   | 0,37%   |
| Sumitomo Mitsui         | 0,030%  |
| Nippon Paper Industries | 0,070%  |
| Dai-ichi Life Holdings  | 0,0044% |
| Sompo Holdings          | 0,0033% |
| SMK Corporation         | 0,17%   |
| Stanley Electric        | 0,0033% |
| Katakura Industries     | 0,014%  |

## Activité
Ricoh fabrique de l'équipement de bureau d'impression, comme des photocopieurs, des fax et des imprimantes, ainsi que des consommables (cartouche d'encre, agrafes…), des produits électroniques, des appareils photos. Ricoh est également connu pour ses solutions logicielles comme Print&Share.
Entre mars 2018 et mars 2019, elle a vendu pour 1 900 milliards de yens (9,97 milliards de dollars) de marchandises dans le segment des imprimantes dont 30 % en Amérique. Un total de 28 % de ses ventes aux États-Unis.

## Produits
- Appareils photographiques numériques
  - Compact
    - Ricoh Theta (360° compact - 14.5 mégapixel)
    - Ricoh Caplio G3 (3.24-megapixel)
    - Ricoh Caplio G4 (3.24-megapixel)
    - Ricoh RDC-5300 (2.30-megapixel)
    - Ricoh Caplio Pro G3 GPS Camera, Network ready (3.24-megapixel)
    - Ricoh Caplio RX (3-megapixel)
    - Ricoh Caplio R1 (4-megapixel, aussi connu sous le nom Rollei DR4)
    - Ricoh Caplio R1v (5-megapixel, aussi connu sous le nom Rollei DR5)
    - Ricoh Caplio R2 (5-megapixel, grand écran, sans viseur)
    - Ricoh Caplio R3 (5-megapixel, 28–200 equivalent zoom)
    - Ricoh Caplio R4 (6-megapixel, 28–200 equivalent zoom)
    - Ricoh Caplio R5 (7-megapixel, 28–200 equivalent zoom)
    - Ricoh Caplio R6 (7-megapixel, 28–200 equivalent zoom, grand écran, super slim)
    - Ricoh Caplio R7 (8-megapixel, 28–200 equivalent zoom)
    - Ricoh R8 (10-megapixel, 28–200 equivalent zoom)
    - Ricoh R10 (10-megapixel, 28-200 equivalent zoom)
    - Ricoh CX1 (9-megapixel, 28-200 equivalent zoom)
    - Ricoh CX2 (9-megapixel, 28-300 equivalent zoom)
    - Ricoh CX3 (10-megapixel, 28-300 equivalent zoom)
    - Ricoh CX4 (10-megapixel, 28-300 equivalent zoom)
    - Ricoh Caplio GX (5.1-megapixel, aussi connu sous le nom Rollei DR5100)
    - Ricoh Caplio GX8 (8-megapixel) 28-85mm equivalent zoom avec adaptateur optionnel 22 mm
    - Ricoh Caplio GX100 (10-megapixel) 24-72mm equivalent wide zoom avec adaptateur optionnel 19 mm
    - Ricoh GX200 (12-megapixel) 24-72mm equivalent wide zoom avec convertisseurs optionnels 19mm et 135mm. Remplace le GX100.
    - Ricoh Caplio 400G Wide (3.2-megapixel)
    - Ricoh Caplio 500SE (8-megapixel, 28-85mm equivalent zoom avec adaptateur optionnel 22 mm, GPS-ready)
    - Ricoh WG-M1
    - Ricoh G700
    - Ricoh WG-4
    - Ricoh WG-20
    - Ricoh WG-30
    - Ricoh WG-30W

  - GR Digital
    - Ricoh GR Digital (8-megapixel) 28 mm equivalent prime lens avec adaptateur optionnel 21 mm
    - Ricoh GR Digital II (10-megapixel) 28 mm equivalent prime lens avec adaptateur optionnel 21 mm
    - Ricoh GR Digital III (10-megapixel) 28 mm equivalent prime lens avec ouverture f/1.9
    - Ricoh GR Digital IV (10-megapixel) 28 mm equivalent prime lens avec ouverture f/1.9
    - Ricoh GR (16-megapixel) 28 mm equivalent prime lens avec ouverture f/2.8

  - [icoh GXR capteur interchangeable
- GPS et camera tout en un[7]
- Appareils argentiques Ricoh KR-10 Super TLS SLR camera
  - Ricoh 500 35mm

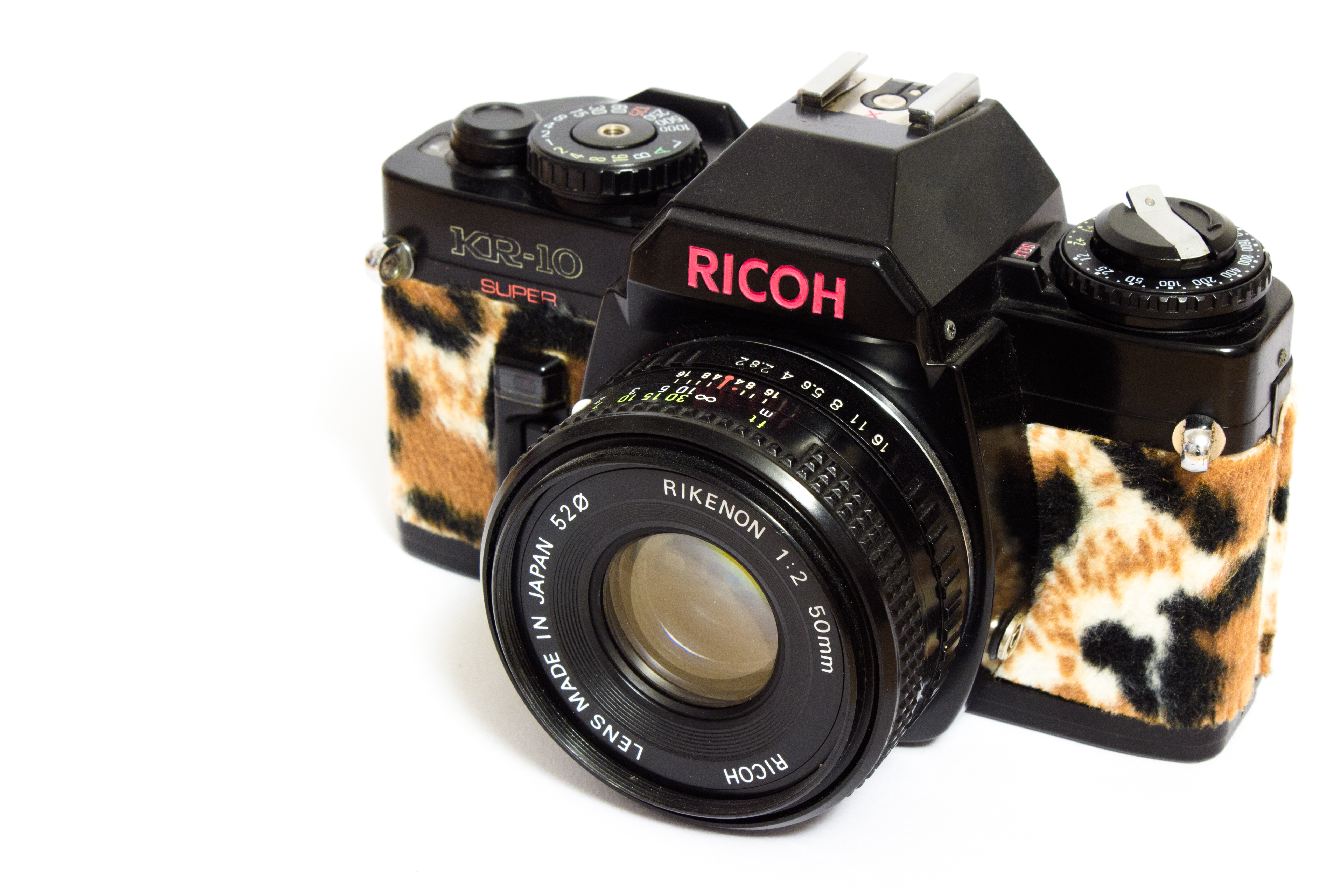
Ricoh KR-10 Super TLS SLR camera

  - Ricoh 500G 35mm compact rangefinder
  - Ricoh Mirai (similaire à l'Olympus AZ-4 zoom)
  - Ricoh Ricoh Singlex (monture Nikon F, fabriqué par Mamiya - même boîtier que Nikkorex F, et Sears SLII)
  - Ricoh Ricoh Singlex TLS (monture M42, comme le Sears TLS)
  - Ricoh Ricoh Singlex II (monture M42)
  - Golden Ricoh 16

- - Ricoh KR-5 (monture R-K)
  - Ricoh KR-5 Super (monture R-K)
  - Ricoh KR-5 Super II (monture R-K)
  - Ricoh KR-10 (monture R-K)
  - Ricoh KR-10 Super (monture R-K)
  - Ricoh KR-30SP (monture R-K)

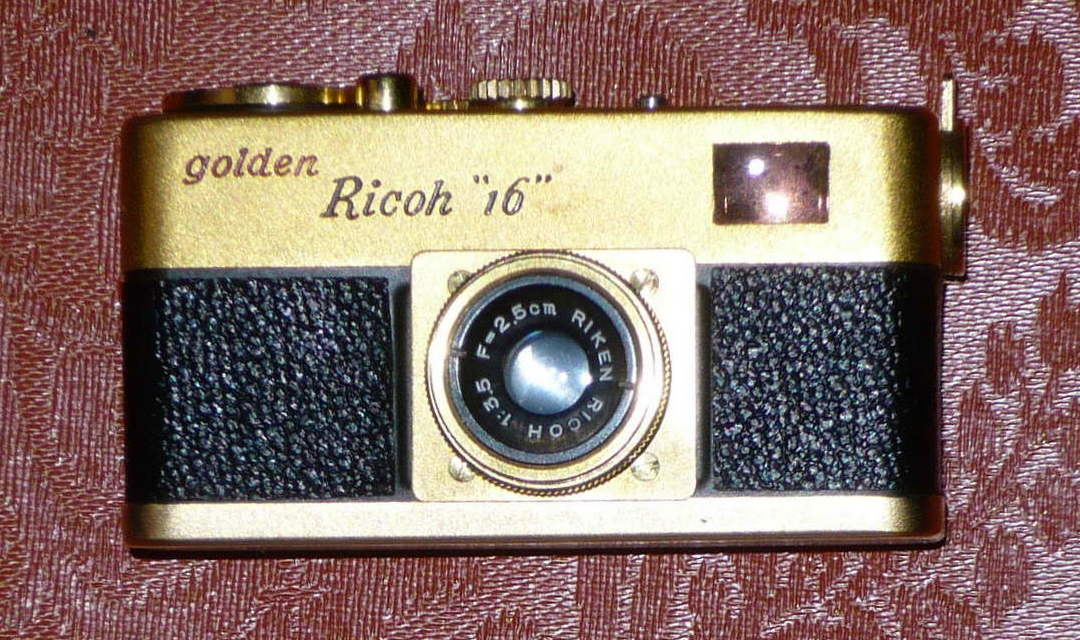
Golden Ricoh 16mm camera

  - Ricoh GR (GR1, GR1s et GR1V, GR10, GR21)
  - Ricoh XR-1 (monture Pentax K)
  - Ricoh XR-2 (monture Pentax K)
  - Ricoh XR-2s (monture Pentax K)
  - Ricoh XR7 (monture Pentax K)
  - Ricoh XR-500 (monture R-K)
  - Ricoh XR-10M (monture R-K)
  - Ricoh XR-M (monture R-K)
  - Ricoh XR-P (monture R-K)
  - Ricoh XR-S (monture R-K)
  - Ricoh XR-X (monture R-K)
  - Ricoh FF-9D

## Galerie

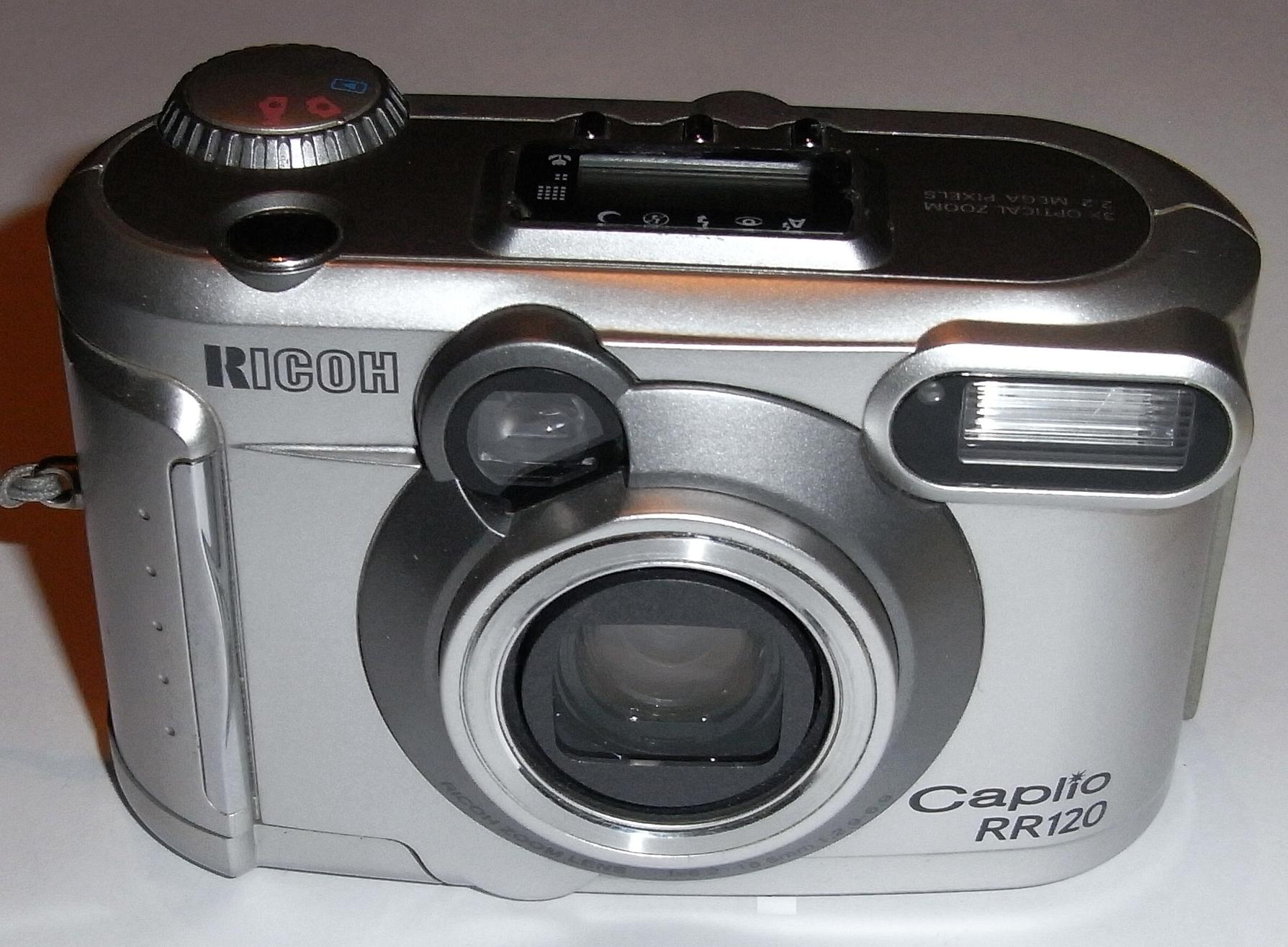
RICOH RR120
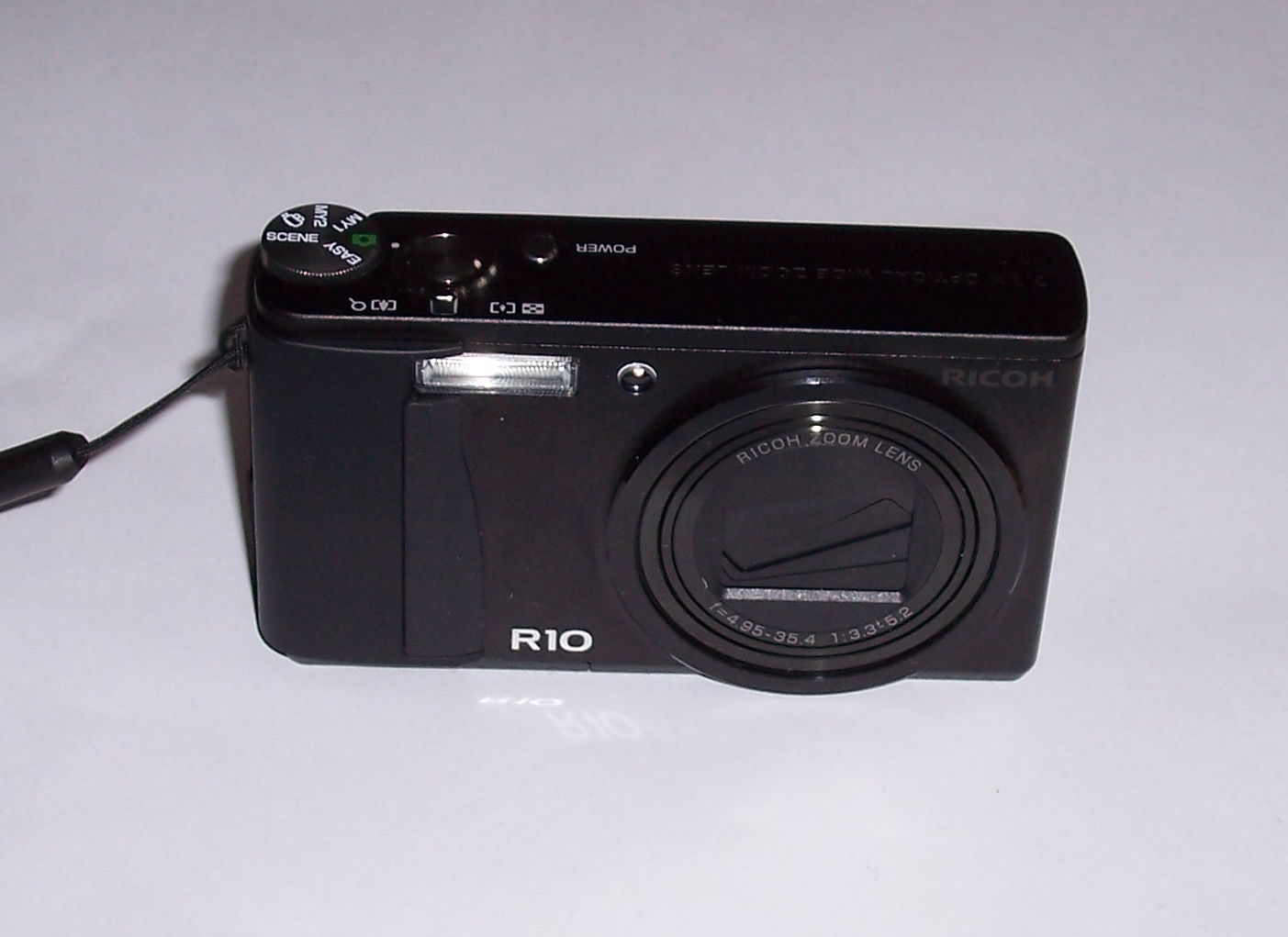
RICOH R10
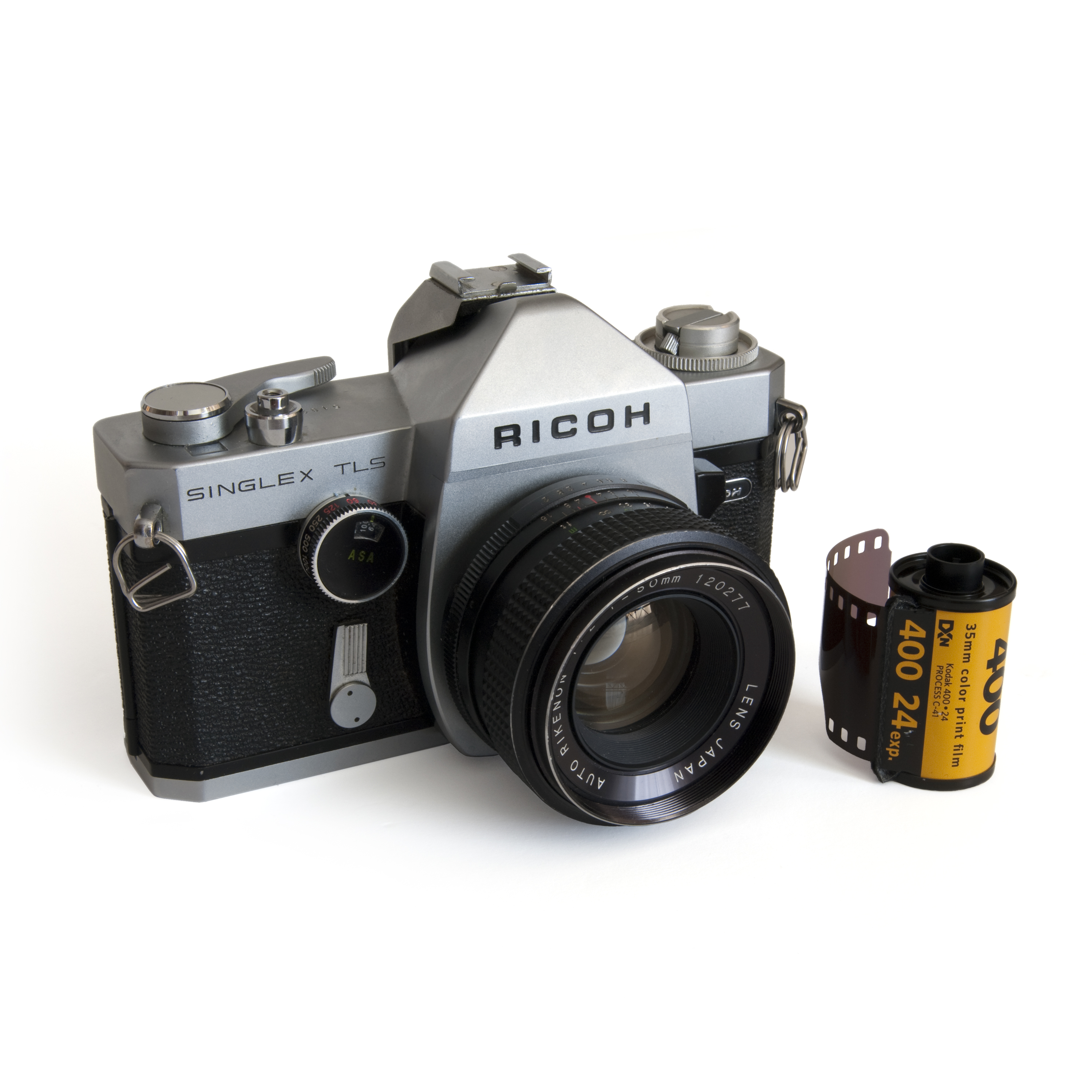
RICOH Singlex TLS
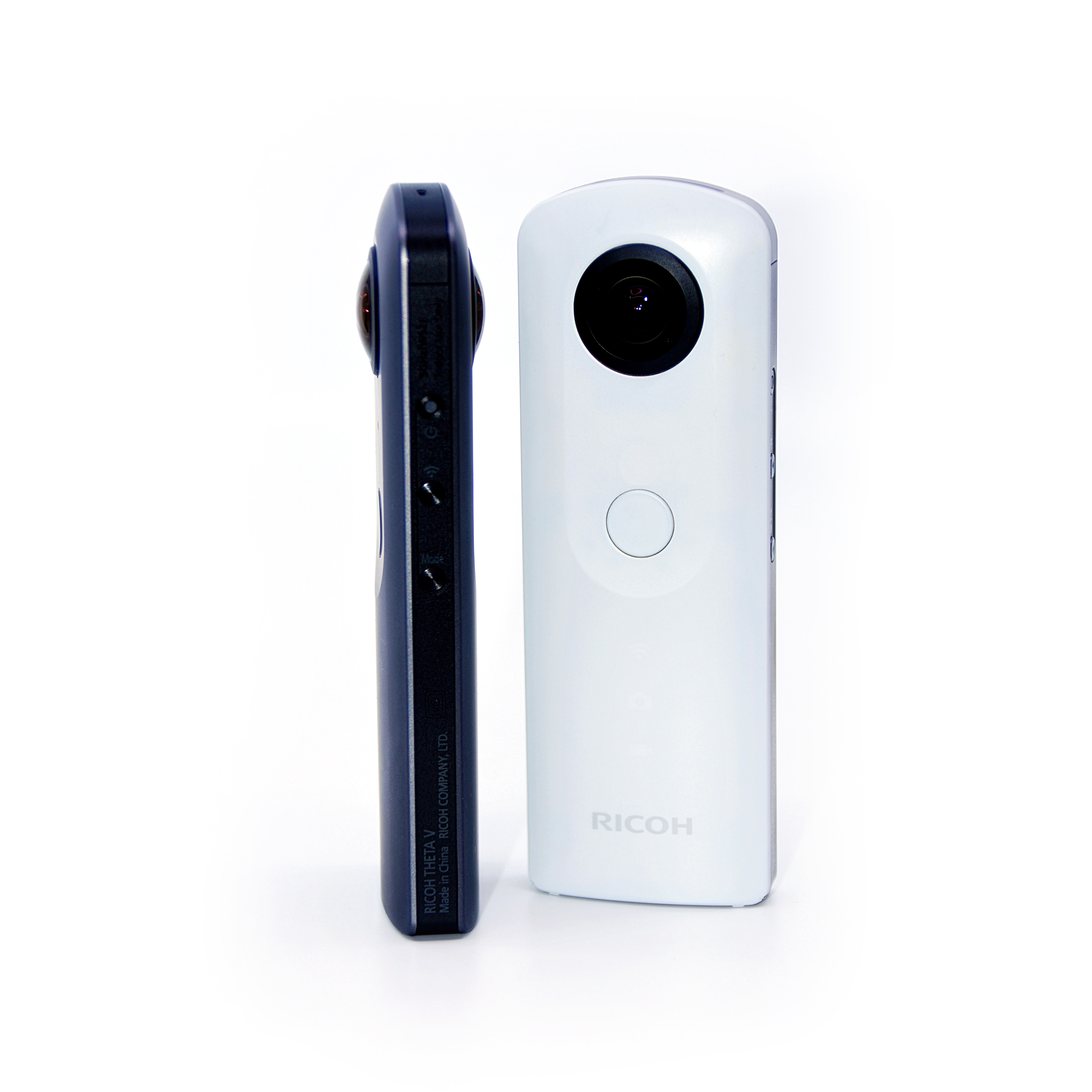
Ricoh Theta V et SC, caméra omnidirectionnelle à 360 degrés

## Sites de production

### Amérique du Nord
- Lawrenceville (États-Unis)
- Tustin (États-Unis)

### Europe
- Telford (Royaume-Uni)
- Wettolsheim (France)

### Asie
De nombreuses usines de l'entreprise se trouvent en Asie (au Japon, en Chine, au Vietnam, en Thaïlande, aux Philippines, en Indonésie et en Inde)
En mai 2019, la production de photocopieurs en Chine est relocalisé en Thaïlande.